# Гамбит Блэкмара
Гамби́т Блэ́кмара (в литературе также встречается написание Гамбит Блекмара) — шахматный дебют, разновидность дебюта ферзевых пешек. Начинается ходами: 
 1. d2-d4 d7-d5 
 2. e2-e4.
Назван по имени американского шахматиста Арманда Блэкмара (1826—1888).

## История
Комбинация 1. d2-d4 d7-d5 2. e2-e4 встречалась с середины XIX века. В 1880-х гг. А. Блэкмар разработал вариант 1. d2-d4 d7-d5 2. e2-e4 d5:e4 3. f2-f3 (ряд источников именно эту комбинацию определяет как «Гамбит Блэкмара»). Основная идея американского шахматиста состояла в том, что чёрные продолжат игру путём 3. …e4:f3, а белые после 4. Кg1-f3 получат перевес в развитии и открытые линии, гарантирующие им преимущество в обмен за пожертвованную пешку (см. примерную партию № 1).
В 1893 году польский шахматист И. Попиль вместо 3. f2-f3 предложил играть 3. Кb1-c3, чтобы на 3. …Кg8-f6 продолжить 4. Сc1-g5 (см. польский гамбит).
В дальнейшем, однако, дебют распространения не получил, так как вскоре было найдено эффективное опровержение 3. …e7-e5! (см. примерную партию № 2).
В 1932 году немецкий мастер Эмиль Димер модифицировал идею А. Блэкмара, разработав на её основе собственный дебют (см. гамбит Блэкмара — Димера). Некоторые издания к гамбиту Блэкмара — Димера относят также гамбит Блэкмара и рассматривают их как один дебют, начинающийся после ходов 1. d2-d4 d7-d5 2. e2-e4.
Современная теория рассматривает гамбит Блэкмара как интересную, но не вполне корректную попытку борьбу за дебютный перевес, так как при точной игре чёрные способны парировать угрозы противника, белые, в свою очередь, не всегда имеют достаточную компенсацию за пешку. Вследствие этого дебют в турнирной практике встречается редко, однако при игре белыми против новичков может привести к быстрому и красивому выигрышу.

## Варианты

### Принятый гамбит Блэкмара
После 2. …d5:e4 возможны следующие продолжения:
- 3. f2-f3
  - 3. …e4:f3 4. Кg1-f3 — вариант Блэкмара.
  - 3. …e7-e5! — опровержение идеи Блэкмара. Далее возможно 4. d4:e5 Фd8:d1+ 5. Крe1:d1 Кb8-c6 6. Сc1-f4 Кg8-e7 7. Сf1-b5 Кe7-g6 8. Сf4-g3 Сc8-f5 9. Сb5:c6+ b7:c6 — с преимуществом у чёрных.
- 3. Кb1-c3
  - 3. …e7-e5! (не удерживая гамбитную пешку, чёрные стремятся к активной игре) 4. Сc1-e3 e5:d4
    - 5. Сe3:d4 Кb8-с6 6. Сf1-b5 Сc8-d7 — у чёрных несколько лучшая позиция.
    - 5. Фd1:d4 Фd8:d4 6. Сe3:d4 Кb8-c6 7. Сf1-b5 Сc8-d7 8. 0—0—0 0—0—0 — у чёрных несколько лучшая позиция.

  - 3. …Кg8-f6
    - 4. Сc1-g5 — см. польский гамбит.
    - 4. f2-f3 — сводит игру на схемы в духе гамбита Блэкмара — Димера.

### Отказанный гамбит Блэкмара
- 2. …e7-e6 — с перестановкой ходов ведёт к французской защите.
- 2. …c7-c6 — с перестановкой ходов ведёт к защите Каро — Канн.
- 2. …Кb8-с6

## Примерные партии
- Блэкмар — Феррар, Франция, 1881[5]

1. d2-d4 d7-d5 2. e2-e4 d5:e4 3. f2-f3 e4:f3 4. Кg1:f3 e7-e6 5. Сf1-d3 Кg8-f6 6. c2-c3 Сf8-e7 7. 0—0 Кb8-c6 8. Кb1-d2 h7-h6?! 9. Кd2-e4 0—0 10. Кf3-g5?! h6:g5 11. Кe4:g5 Сc8-d7?? 12. Лf1:f6! Сe7:f6 13. Фd1-h5 Лf8-e8 14. Сd3-h7+ Крg8-h8 15. Кg5:f7 ×.
- Фендрих, Гуго — Карл Шлехтер, Вена, 1903[6]

1. d2-d4 d7-d5 2. e2-e4 d5:e4 3. f2-f3 e7-e5! 4. d4:e5?! Фd8:d1+ 5. Kрe1:d1 Кb8-c6 6. f3-f4? Сc8-g4+ 7. Сf1-e2 0—0—0+ 8. Крd1-e1 Кg8-h6 9. Сc1-e3? Кc6-b4 10. Кb1-a3 Кb4-d5 11. Сe3-c1 Сf8-b4+ 12. Крe1-f2 e4-e3+ 13. Крf2-g3 Сb4-e1! ×.